# Folkert Thiadens
Folkert Mattijs Thiadens (Utrecht, 6 juni 1966) is een Nederlands politicus voor de PVV. Sinds 4 juli 2024 is hij lid van de Tweede Kamer. Hij vervangt Barry Madlener nadat deze werd benoemd tot minister van Infrastructuur en Waterstaat in het kabinet-Schoof.

## Politieke carrière
In 2010 werd Thiadens directeur bedrijfsvoering (personeel en financiën) bij de PVV-fractie in de Tweede Kamer, dit bleef hij tot 2024. In 2015-2016 was hij commissielid voor de PVV bij de Provinciale Staten van Utrecht. Sinds 4 juli 2024 is hij Tweede Kamerlid.

## Trivia
- Thiadens kwam in 2021 in het nieuws nadat hij in plaats van een tweede coronaprik van Astra Zeneca, waarvan hij reeds de eerste dosis had gekregen, per ongeluk een Janssenvaccin kreeg toegediend.[2]